# マルデナポリ
マルデナポリ(MAR-DE NAPOLI)は、マルデナポリジャパン株式会社が展開するイタリア料理店。
マルデナポリジャパン本社は東京都渋谷区恵比寿1丁目8-7のITOビルにある。
意味はイタリア語で「ナポリの海辺」を意味する。

## ブランド
下記の店舗数は2025年5月時点。公式サイトによる。
- ピッツェリア マルデナポリ（イタリアンレストラン、8店舗）
- ピッツェリア エ トラットリア ダ・ボッチャーノ（トラットリア、5店舗）
- つきのうさぎ（蕎麦居酒屋、1店舗）